# Ángel León
Ángel León (Jerez de la Frontera, 1977) és un cuiner espanyol propietari i cap de cuina del restaurant Aponiente, ubicat a El Puerto de Santa María. Durant la seva trajectòria, com a xef i propietari dels seus dos restaurants, Aponiente i Alevante, ha rebut quatre estrelles Michelin i tres Sols Repsol.

## Trajectòria
Nascur a Jerez de la Frontera, fill d'un metge hematòleg, va començar els seus estudis de cuina a la Taverna de l'Alabardero, a Sevilla. Tres anys després va marxar a França, on va treballar al restaurant 'Le Chapon Fin', a Bordeus. Va tornar a Espanya a treballar amb Fernando Córdoba al restaurant 'El Faro', per posteriorment fer-se càrrec de 'La Casa del Temple', a Toledo.
Després d'uns anys, va tornar a la província de Cadis per posar en marxa el 2007 el restaurant Aponiente, a la localitat d'El Puerto de Santa María, restaurant especialitzat en productes marins, per la qual cosa a León se'l coneix com "El Xef del Mar". El restaurant se centra en productes del mar, no només peix, elaborats amb presentacions poc usuals.
El 2011, el diari The Wall Street Journal va incloure 'Aponiente' entre els deu millors restaurants d'Europa, i The New York Times el va considerar un dels "10 restaurants del món pels quals val la pena agafar un avió". El restaurant ha rebut tres estrelles Michelin: una el 2010, una altra el 2014 i la tercera el 2017. Compta també amb 'tres sols' a la Guia Repsol des del 2012.
El 2007, León va desenvolupar una màquina per clarificar vins a través d'algues marines anomenada "Clarimax". Dos anys més tard es va convertir en el primer cuiner del món en desenvolupar el plàncton com a ingredient per al consum humà.
Va participar com a jurat a la primera edició del concurs televisiu Top Chef, el 2013.
El 2016 va inaugurar un altre restaurant a El Puerto de Santa Maria, 'La Taverna del Xef del Mar'.
En els darrers anys ha intensificat un compromís mediambiental amb la producció de productes del mar, destacant l'anomenat 'despesque'. Juntament amb una marca de xampany francès, està impulsant un projecte de recerca per cultivar un cereal del mar en horts marins.

## Reconeixements
- 2008: Premi Innovació i tecnologia per la invenció del 'Clarimax', otorgat en la VI Cimera de Gastronomía Internacional 'Madrid Fusión'.[9]
- 2010: Premi Alimentos de España pels seus embutits marins.[10]
- 2010: Premi de la Acadèmia Internacional de Gastronomia Chef de L'Avenir.[11][12]
- 2011: Premi Nacional d'Hosteleria, atorgat per la Federació Espanyola d'Hosteleria, en la categoria d'Innovació per les seves investigacions del món marítim i la seva aplicació a la cuina.
- 2013: Premi Nacional de Gastronomia 2012 al Millor Cap de Cuina, entregat per la Reial Acadèmia de Gastronomia i la Cofradia de la Buena mesa.[13] En el mismo año obtuvo el Premio Chef Millesime.[14]
- 2014: Medalla d'Andalusia[15][16]
- 2019: Premi a la sostenibilitat en la gala de les Estrelles Michelín.[17]
- 2020: Medalla de la província de Cadis.[18]
- 2021: Medalla d'Or al Mèrit en les Belles Arts[19]